# 嘉一郎
嘉一郎是臺灣嘉義縣為因應2018年台灣燈會所誕生的地方吉祥物，於2018年1月25日，由嘉義縣長張花冠、嘉義縣議長張明達共同發表；當日張花冠與張明達於吉祥物發表記者會一起將象徵蛋殼的紙板敲破，象徵「嘉一郎」的誕生。

## 設定
嘉一郎以嘉義縣鳥藍腹鷴為造型，為雄性鳥，藍色羽毛、羽冠帶白色，及紅色的大眼眶，除本名「嘉一郎」，還有外號「尬意哥」，其諧音象徵「嘉義人」。目前肩負嘉義縣的文化觀光大使，並有主題曲「光影235」。

## 外部連結
- 嘉一郎- 尬意哥 Facebook[永久]